# Eugeniusz Świerczewski
Eugeniusz Świerczewski, ps. „Gens” (ur. 18 września 1894, zm. 20 czerwca 1944 w Warszawie) – polski dziennikarz, krytyk teatralny, żołnierz konspiracji, agent Gestapo w Armii Krajowej, skazany na śmierć za zdradę.

## Życiorys
Urodził się w rodzinie Romualda i Natalii (1864–1924) Świerczewskich. Uczęszczał do gimnazjum w Warszawie, następnie studiował w Warszawie, Krakowie i Charkowie. Podczas I wojny światowej był kierownikiem literackim teatru polskiego w Charkowie. 
18 listopada 1918 generał Bolesław Roja przydzielił go do Biura Prasowego w Polskiej Komendzie Wojskowej w Krakowie. W czasie wojny polsko-bolszewickiej służył jako oficer kulturalno-oświatowy i dowódca pociągu propagandowego. Na wniosek majora Stefana Roweckiego został awansowany do stopnia porucznika. W 1923 był oficerem rezerwowym 15 pułku piechoty „Wilków” w Dęblinie. Został zweryfikowany w stopniu podporucznika ze starszeństwem z dniem 1 lipca 1921 roku i 7. lokatą w korpusie oficerów rezerwowych piechoty. Później mieszkał w Warszawie, gdzie był dziennikarzem i krytykiem teatralnym. Należał do Towarzystwa Krzewienia Kultury Teatralnej. W 1934 pozostawał w ewidencji Powiatowej Komendy Uzupełnień Warszawa Miasto III. Był wówczas podporucznikiem ze starszeństwem z dniem 1 lipca 1921 roku i 3. lokatą w korpusie oficerów rezerwy intendentów.
W czasie okupacji niemieckiej pracował w wywiadzie ZWZ-AK pod pseudonimem „Gens”. Jego żoną (od 24 czerwca 1925) była Nina Świerczewska, siostra Ludwika Kalksteina. Po jej aresztowaniu w 1942, namówiony przez szwagra (w zamian za zapewnienie o wcześniejszym zwolnieniu małżonki) podjął współpracę z Niemcami jako agent nr „100”. Wziął udział w rozpracowywaniu Oddziału II Komendy Głównej AK oraz łączności i zadenuncjowaniu gen. Stefana Grota-Roweckiego. Z wyroku Polskiego Państwa Podziemnego za zdradę został zabity przez oddział pod dowództwem Stefana Rysia ps. „Józef”. Wyrok przez powieszenie wykonano w suterenie przy ul. Krochmalnej 74.

## Ordery i odznaczenia
- Krzyż Walecznych[4]
- Srebrny Krzyż Zasługi (4 marca 1925)[5][4]
- Krzyż na Śląskiej Wstędze Waleczności i Zasługi[4]
- Medal Pamiątkowy za Wojnę 1918–1921[4]
- Medal Dziesięciolecia Odzyskanej Niepodległości[4]
- Order Palm Akademickich (Francja)[4]
- Medal 10 Rocznicy Wojny Niepodległościowej (Łotwa)[4]